# 오키나와현 제3구
오키나와현 제3구(일본어: 沖縄県第3区)는 일본의 중의원 선거구이다. 1994년 공직선거법이 개정되면서 신설되었다.

## 지역
- 나고시
- 오키나와시
- 구니가미군
- 시마지리군 (북부 주변 낙도)

## 역대 국회의원
| 선거          | 선거              | 의원            | 정당       |
| ------------- | ----------------- | --------------- | ---------- |
|               | 1996년 제41회     | 우에하라 고스케 | 사회민주당 |
| 2000년 제42회 | 토모 미즈코       |                 | 사회민주당 |
|               | 2003년 제43회     | 카카즈 토모가타 | 자유민주당 |
| 2005년 제44회 |                   | 카카즈 토모가타 | 자유민주당 |
|               | 2009년 제45회     | 다마키 데니     | 민주당     |
|               | 2012년 제46회     | 히가 나스미     | 자유민주당 |
|               | 2014년 제47회     | 다마키 데니     | 생활의 당  |
|               | 2017년 제48회     | 다마키 데니     | 무소속     |
| 2019년 재보궐 | 야라토모 도모히로 |                 | 무소속     |
|               | 2021년 제49회     | 시마지리 아이코 | 자유민주당 |